# Глайдсон
Гла́йдсон, полное имя Гла́йдсон Марсели́но Фре́йре (порт. Glaydson Marcelino Freire; род. 20 июня 1979, Контажен, штат Минас-Жерайс) — бразильский футболист, выступавший на позиции полузащитника оборонительного плана.

## Биография
Глайдсон начал профессиональную карьеру в 1999 году в «Крузейро», однако закрепиться в основе «лис» он не смог, и в 2000 году перешёл в «Атлетико Паранаэнсе», с которым он выиграл титул чемпиона штата Парана. После года, проведённого во «Франкане», Глайдсон перешёл в «Васко да Гаму», но за год провёл за «адмиралов» лишь девять матчей.
В следующие три года последовательно выступал за команды низших лиг — «Брагантино», «Ипатингу» (Серия C), «Сан-Бенту» (Серия A2 Лиги Паулисты, помог выйти в элиту) и «Паулисту». Последняя команда в том году завоевала Кубок Бразилии, выступая в Серии B, получив, тем самым, путёвку в розыгрыш Кубка Либертадорес в 2006 году. Вместе с командой Глайдсон дебютировал в главном континентальном клубном турнире. Глайдсон был твёрдым игроком основного состава. Несмотря на последнее место в группе, «Паулиста» сумела одержать историческую для себя победу над знаменитым аргентинским «Ривер Плейтом» — 2:1.
В 2007—2009 годах Глайдсон выступал за «Атлетико Минейро» и «Сан-Каэтано».
В начале 2009 года Глайдсон подписал контракт с «Интернасьоналом». Дебютировал за «колорадос» 5 февраля 2009 года в матче против «Ульбры», в котором «Интер» победил со счётом 4:1. Глайдсон зарекомендовал себя как грамотный полузащитник, который мог играть как в центре поля, так и на позиции правого латераля. Наиболее успешными для него были первые два года в «Интере». В 2009 году он стал чемпионом штата и стал победителем Кубка банка «Суруга». В следующем году помог своей команде выиграть Кубок Либертадорес. После этого триумфа карьера Глайдсона пошла на спад. Этому, во многом, способствовала травма, из-за которой футболист был вынужден пропусти Клубный чемпионат мира.
В 2011 году Глайдсон играл за «Интер» значительно реже. Он был в заявке на матчах Рекопы Южной Америки против «Индепендьенте», но ни разу не появлялся на поле. Этот трофей стал последним для полузащитника — ранее он во второй раз выиграл чемпионат штата. В 2012 году Глайдсон перешёл в «Наутико» из Ресифи, где провёл последний год в качестве профессионального футболиста. Помог команде добыть путёвку в розыгрыш Южноамериканского кубка 2013.

## Титулы
- Чемпион штата Риу-Гранди-ду-Сул (2): 2009, 2011
- Чемпион штата Минас-Жерайс (1): 2007
- Обладатель Кубка штата Минас-Жерайс (1): 2004
- Чемпион штата Парана (1): 2000
- Обладатель Кубка Либертадорес (1): 2010
- Обладатель Рекопы (1): 2011
- Обладатель Кубка банка Суруга (1): 2009